# Gwiezdne wojny: Pakt na Bakurze
Gwiezdne wojny: Pakt na Bakurze (ang. Star Wars: The truce at Bakura) - chronologicznie czwarta książka z cyklu Gwiezdnych wojen.

## Opis fabuły
Ssi-Ruuk, dawni sojusznicy Imperium, po śmierci imperatora szykują się do podboju galaktyki. Obi-Wan Kenobi wysyła Luke'a z misją na planetę Bakura, skąd zostały odebrane sygnały nieprzyjaciela. Rebelianci i wojska Imperium jednoczą swe siły, chcąc stawić czoło wspólnemu wrogowi. Aby uniknąć otwartej wojny, próbują jeszcze zażegnać konflikt na drodze dyplomatycznej. Losy całej galaktyki zależą od mediacyjnych talentów księżniczki Leii...

## Główni bohaterowie
- Luke Skywalker
- Leia Organa
- Han Solo
- Chewbacca
- C-3PO
- R2-D2
- Obi-Wan Kenobi
- Dev Sibwarra
- Wilek Nereus
- Gaeriela Captison